# Echinocereus milleri
Echinocereus milleri es una especie de planta suculenta perteneciente al género Echinocereus, dentro de la familia Cactaceae. Es endémica del centro-oeste de Texas (Estado Unidos).

## Descripción

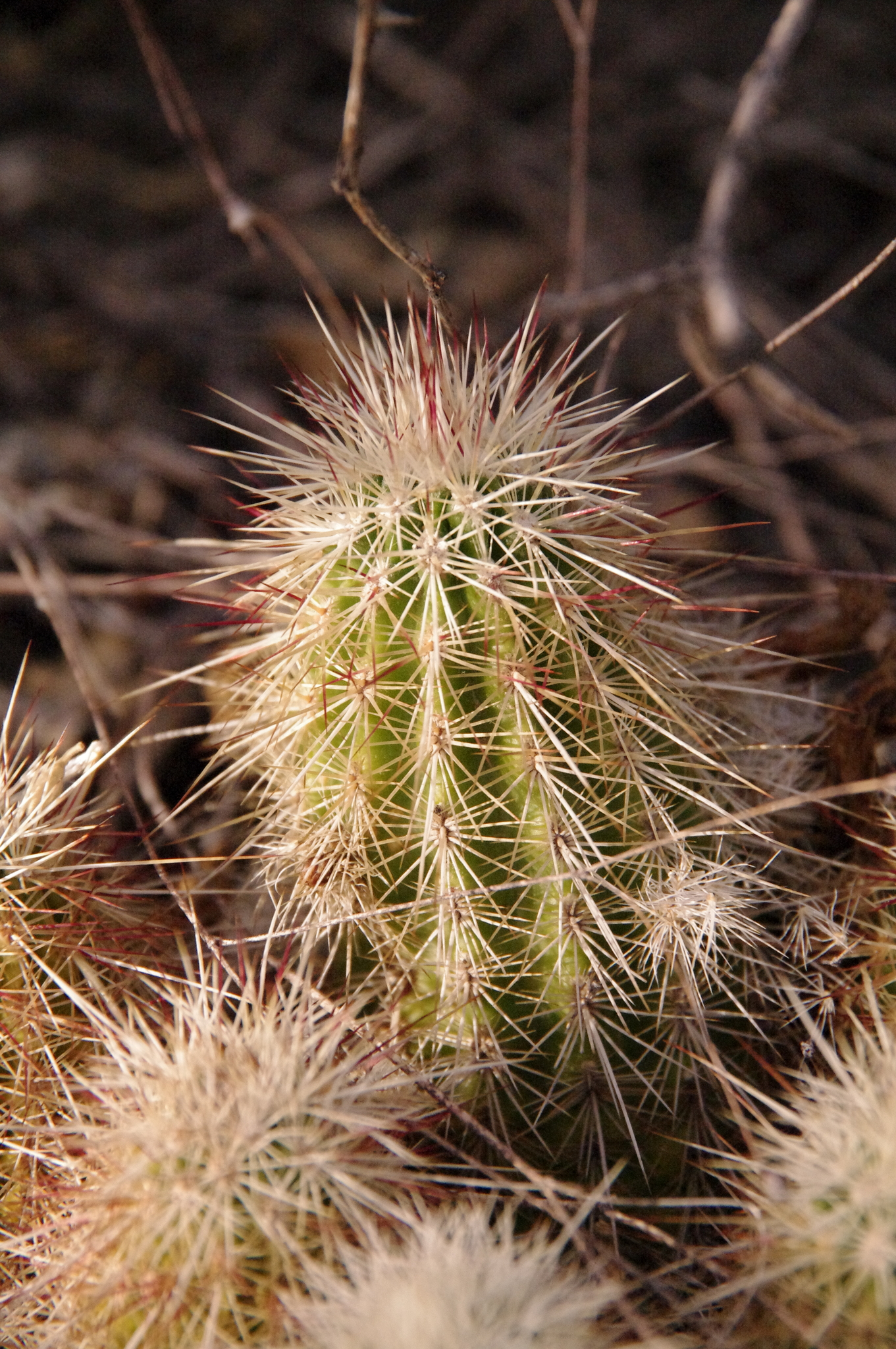
Detalle del tallo

Echinocereus milleri es una especie de cactus que crece de forma solitaria y rara vez se ramifica. Sus tallos son cilíndricos y miden entre 10 y 18 cm de alto, con un diámetro de 2,5 a 6 cm. Presentan una epidermis de color verde y raíces fibrosas y ramificadas.

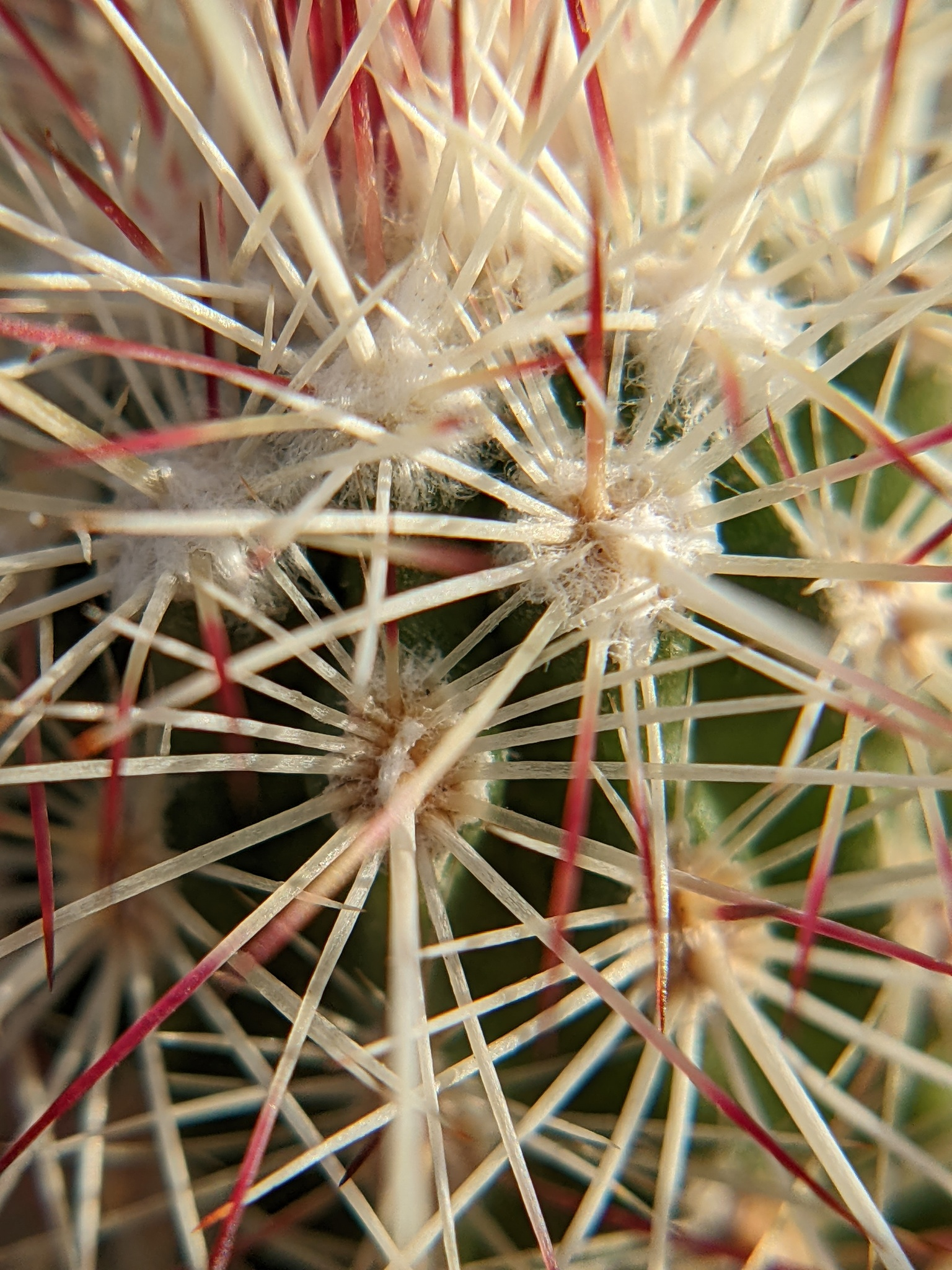
Detalle de las espinas

La planta desarrolla entre 11 y 17 costillas ligeramente tuberculadas, de 4 a 6 mm de ancho y unos 5 mm de alto. Sobre ellas se disponen areolas ovaladas de aproximadamente 4 mm de largo, separadas entre sí por una distancia de 0,6 a 1,1 cm. Las espinas son lisas, con ranuras longitudinales, y su color varía entre blanco y amarillento, con puntas rojizas o, en ocasiones, completamente rojas. Cada areola presenta de 2 a 4 espinas centrales, de 1,5 a 3,5 cm de largo, rectas, salientes y rígidas, además de 18 a 24 espinas radiales, de 0,6 a 1,1 cm de largo, también rectas, rígidas y dispuestas de forma adyacente o extendida. Las plántulas juveniles son muy peludas.
Las flores tienen forma de embudo, se abren completamente y despiden un aroma a limón. Son de color amarillo verdoso a verde, y miden entre 2,5 y 3,3 cm de largo y de 1,7 a 2,3 cm de diámetro. La yema floral es redonda, espinosa y de color verde oliva.
El tubo floral mide entre 5 y 8 mm de largo y es de color verde. El ovario mide unos 8 mm, presenta el mismo color y posee areolas con 5 a 10 espinas blancas de 0,5 a 1 cm de largo. Los pétalos alcanzan hasta 2 cm de largo y unos 0,3 cm de ancho. La cámara de néctar mide cerca de 2 mm. Los estambres tienen filamentos blancos de 1 a 1,5 cm y anteras amarillas. El estilo, también blanco, alcanza hasta 2 cm de largo y el estigma presenta de 8 a 10 lóbulos de unos 4 mm de largo, de color crema a verde.
Los frutos son ovalados y su tiempo de maduración es de 1,5 a 2 meses. Miden de 1,3 a 1,5 cm de largo y de 0,9 a 1,1 cm de diámetro. Son de color verde y tienen pulpa blanca. Se abren parcialmente al madurar y contienen semillas negras de 1 mm de largo, con la testa perforada y recubierta de verrugas pronunciadas.

## Distribución y hábitat

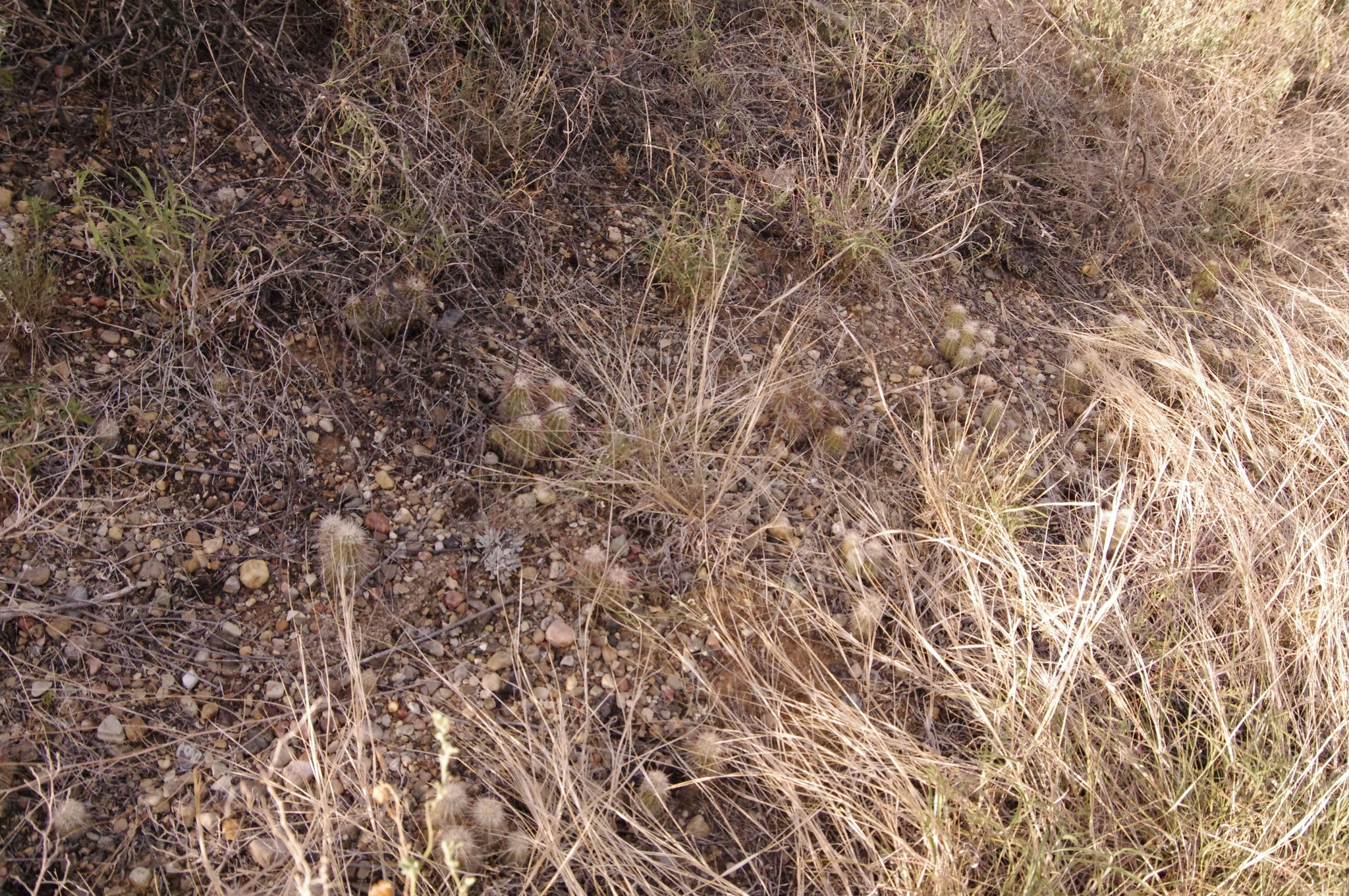
Plantas en su hábitat

El área de distribución nativa de esta especie es el centro-oeste de Texas (Estado Unidos) y habita principalmente en biomas desérticos o de matorrales secos. Crece en terrenos planos y colinas pedregosas o arenosas, a altitudes que oscilan los 700 metros sobre el nivel del mar.

## Taxonomía
Echinocereus milleri fue descrita por los botánicos Wolfgang Blum, Horst Kuenzler y Traute Oldach, y publicada por primera vez en Der Echinocereenfreund 12 (3): 69 en 1999.
Etimología
- Echinocereus: nombre genérico formado a partir de las palabras latinas ĕchīnus (que significa ‘erizo’) y cereus (que se traduce como 'vela' o 'cirio'), en alusión a los tallos cortos, columnares y espinosos que presentan las especies de este género.[5]
- milleri: epíteto específico otorgado en honor al capitán retirado y coleccionista de cactus Kimsey Miller, residente de Lubbock (Texas).[1]

## Usos
Echinocereus milleri se cultiva principalmente como planta ornamental debido a su valor estético, su floración vistosa y su facilidad de mantenimiento. Prospera cerca de ventanas soleadas, con riegos moderados que permiten que el sustrato se seque entre ellos. Se cultiva en suelos muy bien drenados y para mantener sus condiciones ideales, se recomienda colocarlo a no más de 30 cm de fuentes de luz natural intensa.